# Scapulaire vert

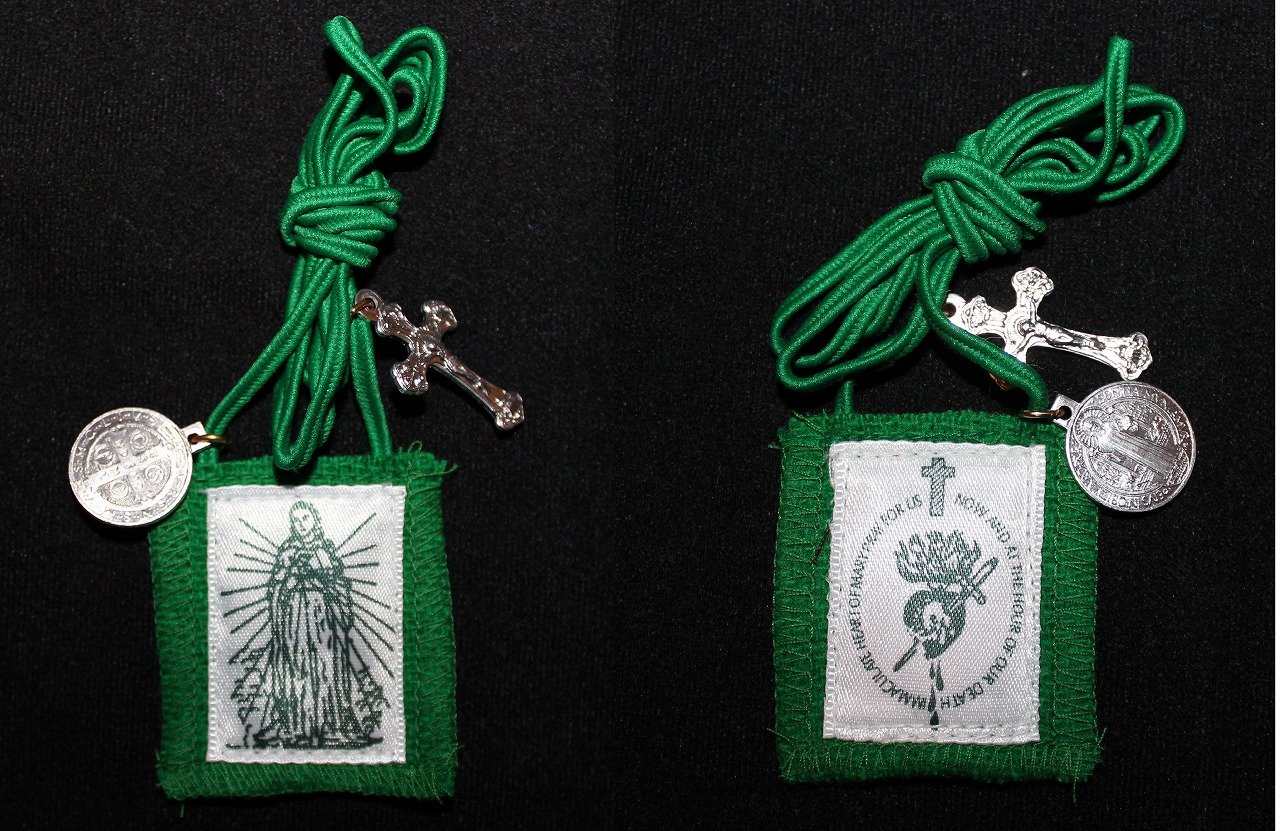
Scapulaire vert

Le scapulaire vert est un sacramental catholique associé aux sœurs de Saint Vincent de Paul. Il ne doit pas être confondu avec le scapulaire du Cœur Immaculé de Marie associé aux fils du Cœur Immaculé de Marie.

## Description
Il est fait de laine et de cordon vert, sur l'avers se trouve une image du cœur immaculée de Marie transpercé par une épée avec une croix au-dessus et encerclé par la prière « Cœur Immaculé de Marie, priez pour nous maintenant et à l'heure de notre mort ». Le revers se compose d'une image de la Vierge Marie montrant son Cœur Immaculé.

## Origine
Ce sacramental doit son origine à Justine Bisqueyburu. Le 28 janvier 1840, au cours d'une retraite préparatoire pour son entrée chez les filles de la Charité, elle prie dans la chapelle de la rue du Bac à Paris, la Vierge Marie lui apparaît vêtu d'une longue robe blanche et d'un manteau bleu clair avec ses cheveux libres mais ne prononce pas un mot, la vision se renouvelle à plusieurs reprises mais toujours silencieuse.
Peu de temps après, elle reçoit l'habit des Filles de la Charité ; ses supérieurs l'envoient à Blangy-sur-Bresle pour enseigner les pauvres. Le 8 septembre 1840 (jour de la fête de la Nativité de Marie), alors que sœur Justine est en prière, la Vierge Marie apparaît de nouveau tenant dans la main droite son cœur entouré de flammes et dans sa main gauche une pièce de tissu ressemblant à un scapulaire mais constitué d'une seule pièce de tissu vert avec une corde de même couleur. Sur cet insigne se trouve une image de la Vierge comme elle apparaît à sœur Justine et de l'autre le cœur de Marie et les mots « Cœur Immaculé de Marie, priez pour nous maintenant et à l'heure de notre mort ». Sœur Justine entend une voix intérieure lui dire que la Vierge Marie souhaite qu'il soit largement répandu comme un instrument de conversion.
Sœur Justine ne parle de ses visions qu'à son supérieur et directeur spirituel, Jean-Marie Aladel, elle ne parlera à personne d'autre des apparitions jusqu'à la fin de sa vie.

## Approbation
Le 3 avril 1870, par l'intermédiaire du Père Borgogno, procureur général de la Congrégation de la Mission auprès du Saint-Siège, les filles de la Charité demandent la permission de confectionner ce scapulaire et de le distribuer. Le pape Pie IX l'approuve verbalement sans aucune indulgence.